# Körtvélyes (Komló)
Körtvélyes Komló legfiatalabb városrésze.

## Története
A városrész eredete az 1980-as évek végére nyúlik vissza. Azért került kiépítésre, hogy a fiatal családoknak, valamint a bánya dolgozóinak lakhelyet adjon.
Eredetileg akkorára tervezték, hogy az egész dombnyi területet kitöltse, de mivel elfogyott a város pénze, közbelépett a rendszerváltás, valamint a bányák sorra zártak be, így a domb kis része(mai mérete)került kiépítésre.
A városrészben kizárólag panelházak találhatóak!

## Jelen
Jelenleg a városrész lakóinak száma 3-4 ezer főre tehető. A városrész szép természeti adottságokkal rendelkezik, és gyalog összeköttetéssel rendelkezik Sikonda és Mecsekfalu városrészekkel. 5 db játszótérrel és egy focipályával rendelkezik. A sok panelház közül 3 db tízemeletes, a többi mind négyemeletes.

## Tömegközlekedés
A városrészből több járat indul: a 6-os járat, amely Körtvélyes és a Belváros irányában is egyaránt Mecsekfalui betéréssel közlekedik (napi 5 járatindítás), a 7-es járat (átlag 15 perces járatsűrűség), amely az autóbusz állomásig közlekedik, és a 78B járat, amely Kökönyös - Szilvás - Somágon át az autóbusz-állomásig közlekedik (iskolai előadási napokon reggel 7:15 perckor indul). 

## Oktatás
A városrészben nem találhatóak iskolák, viszont van egy óvoda a Nagyszántó u. déli végén.

## Közterületei
Nagyszántó u., Hegyhát u., Cserma u., Körtvélyes u., Mecsekfalui út Körtvélyesre eső része.